# Leucania lapidaria
Leucania lapidaria là một loài bướm đêm trong họ Noctuidae.